# Prosthechea pygmaea
Prosthechea pygmaea är en orkidéart som först beskrevs av William Jackson Hooker, och fick sitt nu gällande namn av Wesley Ervin Higgins. Prosthechea pygmaea ingår i släktet Prosthechea och familjen orkidéer. Inga underarter finns listade i Catalogue of Life.

## Bildgalleri

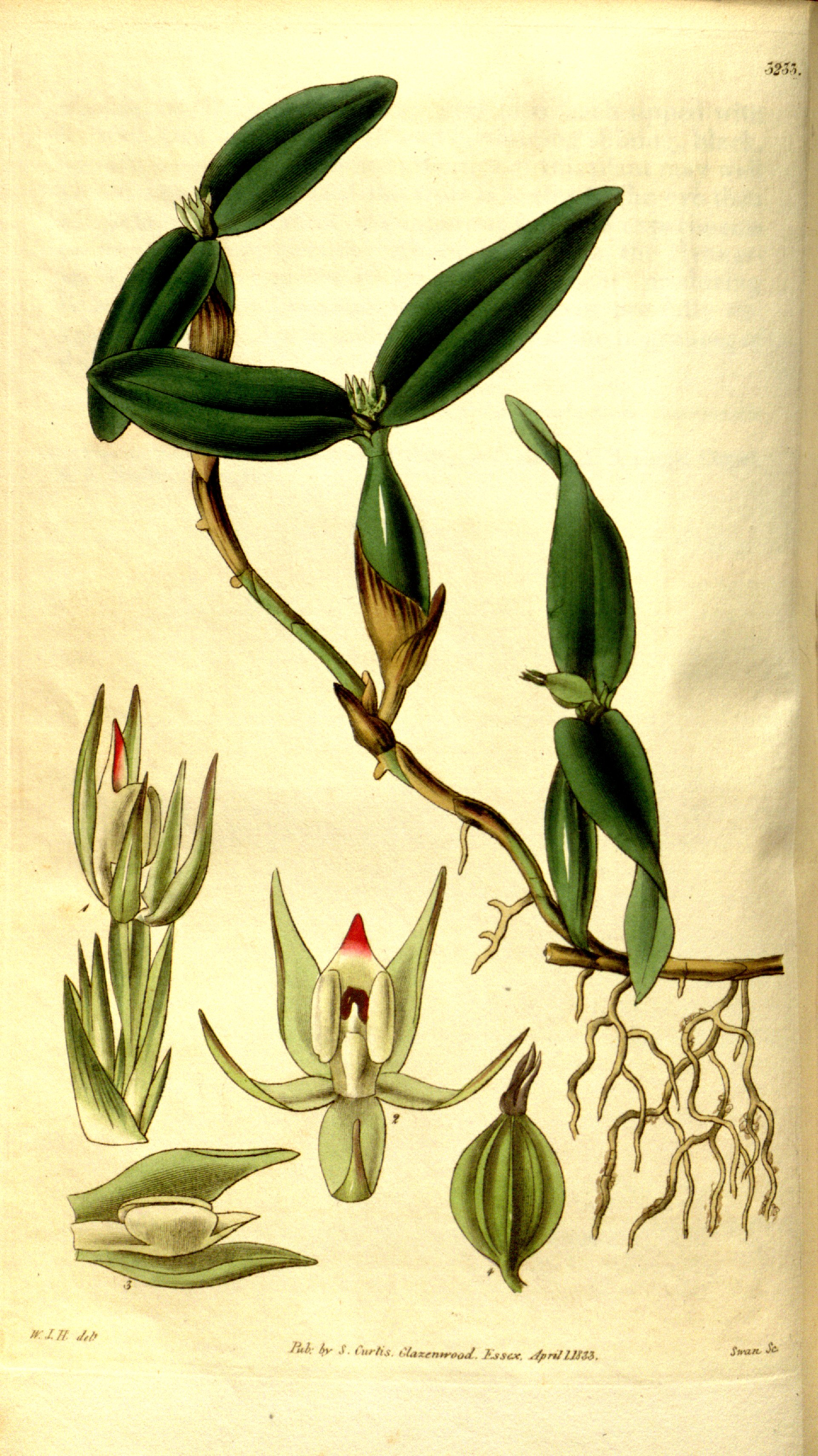
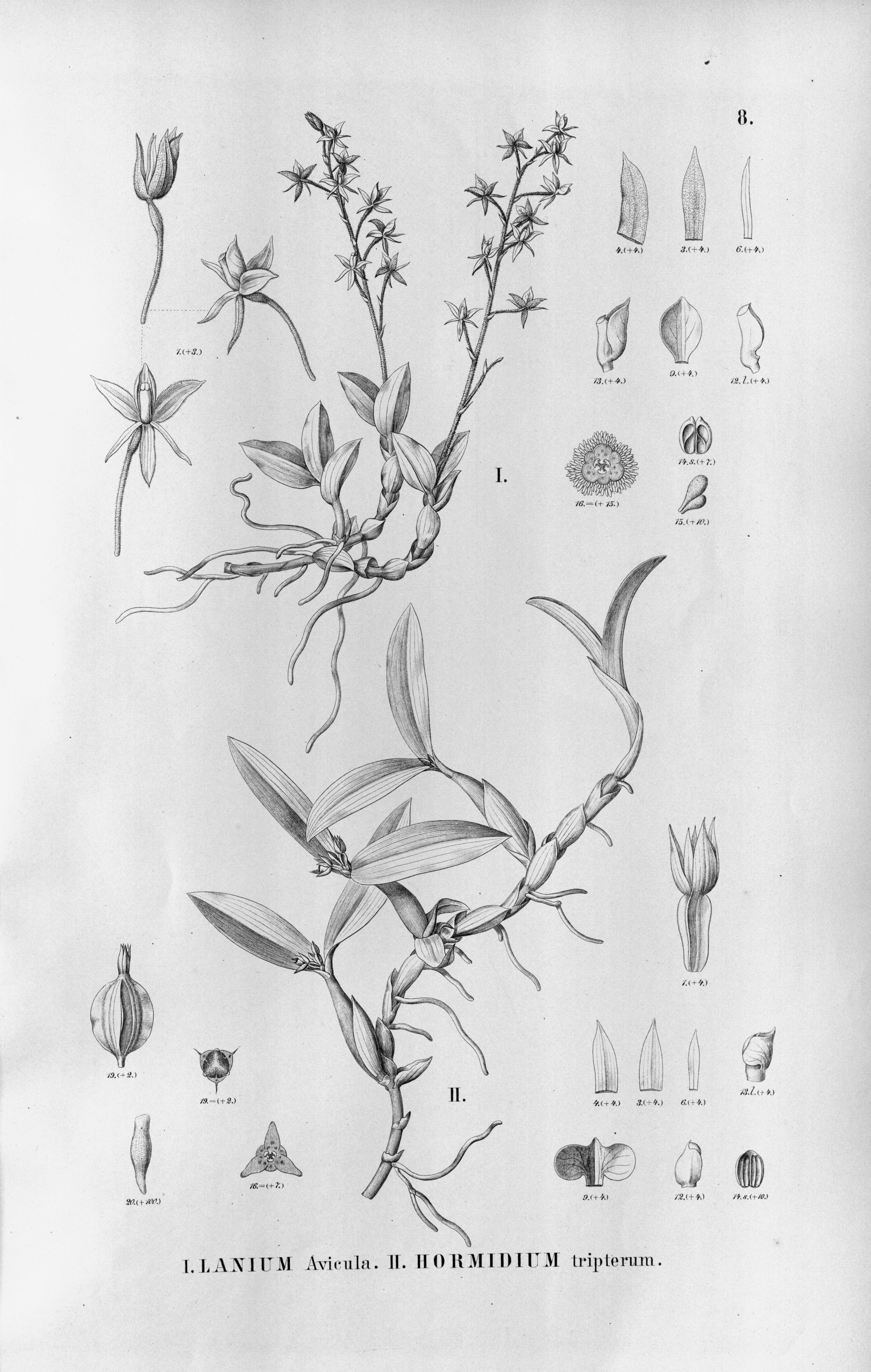
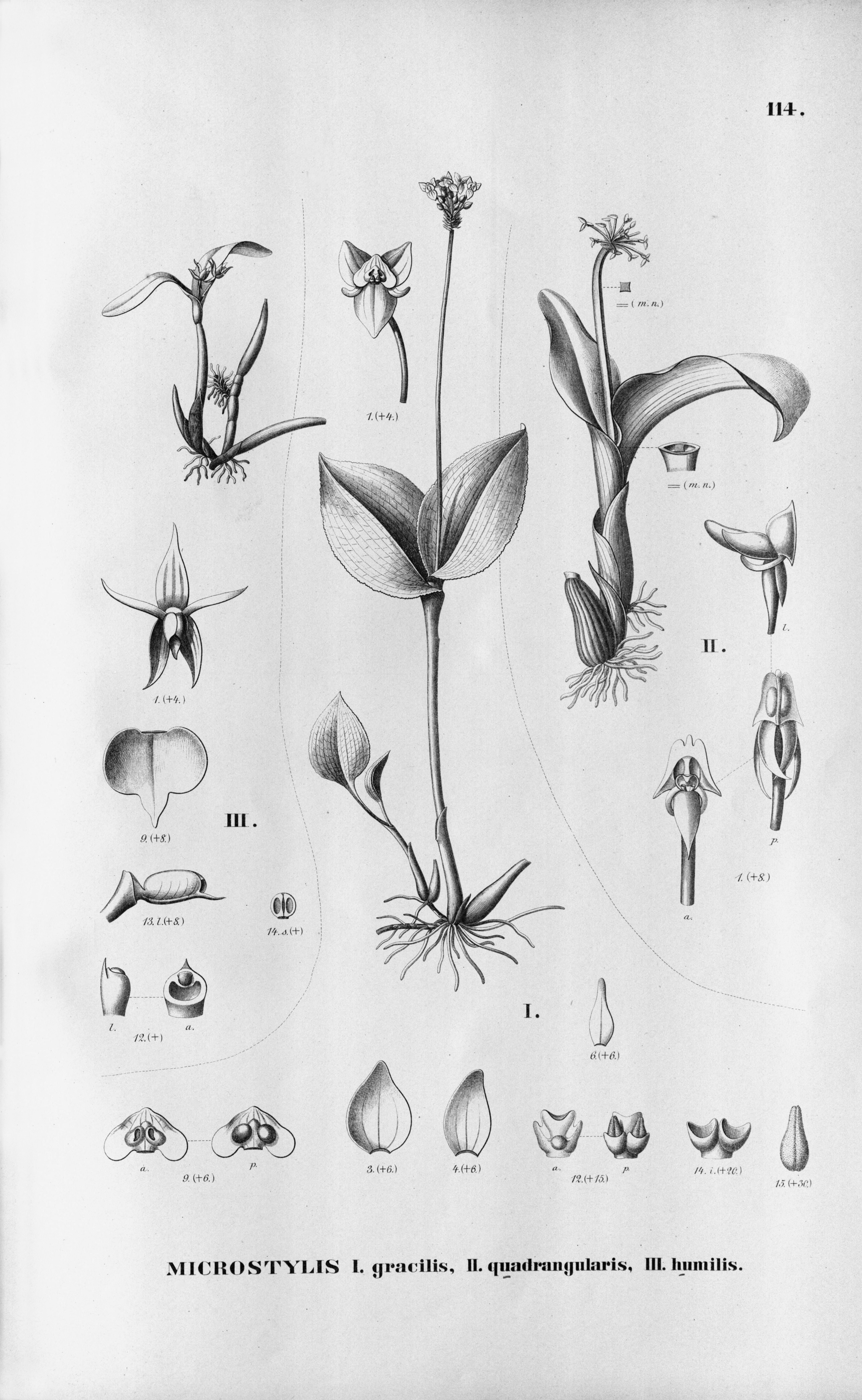